# Felicjan Kuczborski (zm. 1750)
Felicjan Kuczborski herbu Ogończyk (zm. w 1750 roku) – podkomorzy zakroczymski w 1717 roku, podczaszy zakroczymski w 1713 roku, łowczy zakroczymski w 1701 roku, miecznik zakroczymski w 1697 roku.
Poseł na sejm 1703 roku z ziemi zakroczymskiej. Jako poseł województwa płockiego był uczestnikiem Walnej Rady Warszawskiej 1710 roku. Poseł na Sejm zwyczajny 1719/1720 (z limity) roku z województwa płockiego.